# Дён-Талаа
Дён-Талаа (кирг. Дөң-Талаа) — село в Тонском районе Иссык-Кульской области Кыргызстана. Входит в состав Ак-Терекского аильного округа. Код СОАТЕ — 41702 220 805 04 0.

## Население
По данным переписи 2009 года, в селе проживало 865 человек.

## Известные жители
- Текеев, Иманбек (1898 — ?) — председатель Главного суда Киргизской АССР (1927).
- Тюменов, Намазалы (р. 1927) — бригадир плотников, Герой Социалистического Труда (1971).